# Boulbon
Boulbon é uma comuna francesa na região administrativa da Provença-Alpes-Costa Azul, no departamento de Bocas do Ródano. Estende-se por uma área de 19,33 km². Em 2010 a comuna tinha 1 536 habitantes (densidade: 79,5 hab./km²).